# Campeonato Argentino de Futebol de 2008–09
O Campeonato Argentino de Futebol de 2008–09 foi a septuagésima nona temporada da era profissional do futebol argentino. Como nas temporadas anteriores, na segunda metade do primeiro ano foi disputado o Torneio Apertura de 2008, e na primeira metade do segundo ano, o Torneio Clausura de 2009, consagrando cada um a seu próprio campeão.

## Participantes
| Equipe             | Cidade                |
| ------------------ | --------------------- |
| Argentinos Juniors | Buenos Aires          |
| Arsenal            | Sarandí               |
| Banfield           | Banfield              |
| Boca Juniors       | Buenos Aires          |
| Colón              | Santa Fe              |
| Estudiantes        | La Plata              |
| Gimnasia y Esgrima | Jujuy                 |
| Gimnasia y Esgrima | La Plata              |
| Godoy Cruz         | Godoy Cruz            |
| Huracán            | Buenos Aires          |
| Independiente      | Avellaneda            |
| Lanús              | Lanús                 |
| Newell's Old Boys  | Rosario               |
| Racing Club        | Avellaneda            |
| River Plate        | Buenos Aires          |
| Rosario Central    | Rosario               |
| San Lorenzo        | Buenos Aires          |
| San Martín         | San Miguel de Tucumán |
| Tigre              | Victoria              |
| Vélez Sarsfield    | Buenos Aires          |

## Torneio Apertura

### Classificação
| Posição | Time                    | Pts | J  | V  | E | D  | GP | GC | SG  |
| ------- | ----------------------- | --- | -- | -- | - | -- | -- | -- | --- |
| 1.º     | Boca Juniors            | 39  | 19 | 12 | 3 | 4  | 33 | 21 | 12  |
| 1.º     | San Lorenzo             | 39  | 19 | 12 | 3 | 4  | 34 | 17 | 17  |
| 1.º     | Tigre                   | 39  | 19 | 12 | 3 | 4  | 31 | 19 | 12  |
| 4.º     | Lanús                   | 37  | 19 | 11 | 4 | 4  | 34 | 23 | 11  |
| 5.º     | Newell's Old Boys       | 31  | 19 | 8  | 7 | 4  | 26 | 18 | 8   |
| 6.º     | Arsenal                 | 28  | 19 | 8  | 4 | 7  | 26 | 27 | -1  |
| 7.º     | Estudiantes             | 28  | 19 | 8  | 4 | 7  | 24 | 25 | -1  |
| 8.º     | Gimnasia y Esgrima (LP) | 27  | 19 | 6  | 9 | 4  | 17 | 15 | 2   |
| 9.º     | Vélez Sarsfield         | 26  | 19 | 7  | 5 | 7  | 22 | 27 | -5  |
| 10.º    | Colón                   | 23  | 19 | 5  | 8 | 6  | 29 | 25 | 4   |
| 11.º    | Argentinos Juniors      | 23  | 19 | 5  | 8 | 6  | 25 | 26 | -1  |
| 12.º    | Godoy Cruz              | 23  | 19 | 6  | 5 | 8  | 25 | 28 | -3  |
| 13.º    | Banfield                | 23  | 19 | 5  | 8 | 6  | 18 | 21 | -3  |
| 14.º    | Racing Club             | 22  | 19 | 5  | 7 | 7  | 19 | 22 | -3  |
| 15.º    | Gimnasia y Esgrima (J)  | 21  | 19 | 6  | 3 | 10 | 19 | 31 | -12 |
| 16.º    | San Martín (T)          | 20  | 19 | 5  | 5 | 9  | 15 | 18 | -3  |
| 17.º    | Huracán                 | 20  | 19 | 5  | 5 | 9  | 18 | 29 | -11 |
| 18.º    | Independiente           | 18  | 19 | 4  | 6 | 9  | 15 | 23 | -8  |
| 19.º    | Rosario Central         | 15  | 19 | 4  | 3 | 12 | 20 | 26 | -6  |
| 20.º    | River Plate             | 14  | 19 | 2  | 8 | 9  | 20 | 29 | -9  |

### Desempate do primeiro lugar

#### Classificação
| Posição | Time         | Pts | J | V | E | D | GP | GC | SG |
| ------- | ------------ | --- | - | - | - | - | -- | -- | -- |
| 1.º     | Boca Juniors | 3   | 2 | 1 | 0 | 1 | 3  | 2  | 1  |
| 2.º     | Tigre        | 3   | 2 | 1 | 0 | 1 | 2  | 2  | 0  |
| 3.º     | San Lorenzo  | 3   | 2 | 1 | 0 | 1 | 3  | 4  | -1 |

## Torneio Clausura

### Classificação
| Posição | Time                    | Pts | J  | V  | E | D  | GP | GC | SG  |
| ------- | ----------------------- | --- | -- | -- | - | -- | -- | -- | --- |
| 1.º     | Vélez Sarsfield         | 40  | 19 | 11 | 7 | 1  | 29 | 13 | 16  |
| 2.º     | Huracán                 | 38  | 19 | 12 | 2 | 5  | 35 | 18 | 17  |
| 3.º     | Lanús                   | 38  | 19 | 12 | 2 | 5  | 32 | 26 | 6   |
| 4.º     | Colón                   | 34  | 19 | 10 | 4 | 5  | 29 | 19 | 10  |
| 5.º     | Racing Club             | 30  | 19 | 8  | 6 | 5  | 23 | 21 | 2   |
| 6.º     | Estudiantes             | 29  | 19 | 8  | 5 | 6  | 22 | 18 | 4   |
| 7.º     | Gimnasia y Esgrima (LP) | 28  | 19 | 7  | 7 | 5  | 23 | 21 | 2   |
| 8.º     | River Plate             | 27  | 19 | 7  | 6 | 6  | 24 | 25 | -1  |
| 9.º     | Godoy Cruz              | 26  | 19 | 7  | 5 | 7  | 23 | 26 | -3  |
| 10.º    | Rosario Central         | 25  | 19 | 7  | 4 | 8  | 23 | 21 | 2   |
| 11.º    | San Lorenzo             | 24  | 19 | 7  | 3 | 9  | 27 | 26 | 1   |
| 12.º    | Banfield                | 23  | 19 | 6  | 5 | 8  | 25 | 25 | 0   |
| 13.º    | Tigre                   | 23  | 19 | 6  | 5 | 8  | 24 | 25 | -1  |
| 14.º    | Boca Juniors            | 22  | 19 | 6  | 4 | 9  | 22 | 25 | -3  |
| 15.º    | Newell's Old Boys       | 21  | 19 | 4  | 9 | 6  | 21 | 22 | -1  |
| 16.º    | Independiente           | 21  | 19 | 6  | 3 | 10 | 22 | 36 | -14 |
| 17.º    | San Martín (T)          | 20  | 19 | 5  | 5 | 9  | 20 | 23 | -3  |
| 18.º    | Arsenal                 | 18  | 19 | 4  | 6 | 9  | 19 | 30 | -11 |
| 19.º    | Gimnasia y Esgrima (J)  | 17  | 19 | 4  | 5 | 10 | 15 | 24 | -9  |
| 20.º    | Argentinos Juniors      | 15  | 19 | 2  | 9 | 8  | 19 | 32 | -13 |